# Hermann Heinz Wille
Hermann Heinz Wille (* 1. Juni 1923 in Chemnitz; † 7. März 2002 in Limbach-Oberfrohna) war ein deutscher Schriftsteller.

## Werdegang
Nach dem Besuch der Volksschule lernte Hermann Heinz Wille das Schlosserhandwerk und qualifizierte sich in der Abendschule zum Konstrukteur. 1942 wurde Wille zum Militär eingezogen, 1945 desertierte er. Er begann seinen schriftstellerischen Werdegang nach dem Zweiten Weltkrieg mit Themen über den Wiederaufbau. 1947 wurde er Redakteur beim Jugendfunk des Senders Leipzig, 1948 Volkshochschuldirektor. Ab 1950 war er hauptberuflich als Schriftsteller tätig.
Er veröffentlichte eine Reihe von Landschaftsbüchern sowie populärwissenschaftliche Werke, wie beispielsweise „Wunderwelt des Wassers“, „Im Banne des weißen Magneten“ oder „Die goldene Woge“. Seine Bücher wurden ins Bulgarische, Tschechische, Slowakische, Polnische, Estnische, Russische und Ungarische übersetzt. Bekannt wurde Wille mit seinem Roman „Der grüne Rebell“, in dem er das Leben des erzgebirgischen Wilddiebs Karl Stülpner erzählte.
Im September 2010 schloss seine Witwe Gudrun mit der Stadt Burgstädt, in der Willes von 1955 bis 1992 gelebt hatten, eine Vereinbarung, nach der sie dieser die etwa 1000 Bände umfassende Arbeitsbibliothek nach ihrem Tod als Schenkung vermacht.

## Werke

### Romane
- Der grüne Rebell, Verlag Neues Leben, Berlin 1956

### Populärwissenschaftliche Literatur
- Wunderwelt des Wassers, Altberliner Verlag Lucie Groszer, 1955
- Im Banne des weißen Magneten, Verlag Neues Leben, Berlin, 1958
- Die goldene Woge, Verlag Neues Leben, Berlin, 1960
- PS auf allen Straßen, Urania-Verlag Leipzig – Jena – Berlin, 1964
- Lockende Pole, Urania-Verlag Leipzig – Jena – Berlin, 1966
- Wunderwelt der Luft, Kinderbuchverlag Berlin, 1967
- Stählerne Welt, Urania-Verlag Leipzig – Jena – Berlin, 1971
- Vorstoß ins Innere der Erde, Urania-Verlag Leipzig – Jena – Berlin, 1976
- Sibirien – Erschließung eines Kontinents, Reihe akzent (Bd. 34), Urania-Verlag Leipzig – Jena – Berlin, 1978
- Geburt der Technik, Urania-Verlag Leipzig – Jena – Berlin, 1983
- Sternstunden der Technik, Urania-Verlag Leipzig – Jena – Berlin, 1986

### Regionalliteratur
- Insel Usedom – Ein Heimatbuch, 215 Seiten, Zeichnungen von Otto Manigk, Hinstorff Verlag, Rostock 1956
- Silbernes Erzgebirge, Bildband über das Erzgebirge, 209 Seiten, 112 Abbildungen, davon 4 farbig, Sachsenverlag, Dresden 1958
- Vogtland,  86 Seiten und 117 Abbildungen auf Tafeln von Willy Pritsche, Sachsenverlag Dresden 1961
- Vom Kahleberg zum Fichtelberg – Wanderfahrt durchs Erzgebirge, 164 Seiten mit Zeichnungen von Karl-Georg Hirsch und zahlreichen schwarz-weißen Abbildungen, F. A. Brockhaus Verlag, Leipzig 1966
- Von Plauen zum Kapellenberg – Wanderfahrt durch Vogtland, 109 Seiten mit 118 Fotos, davon 8 farbig, von Christoph Georgi, Brockhaus-Verlag Leipzig 1971
- Insel Usedom  Tourist Wanderatlas, 1.–5. Aufl. Berlin/Leipzig 1980–1988
- Usedom – Von Meer und Haff und stillen Winkeln, 156 Seiten, Abbildungen und teils farbigen Fotos, Verlag F. A. Brockhaus, Leipzig 1983

### Lyrik
- Still senkt sich die Nacht hernieder, ein von Gerhard Wohlgemuth vertontes, besonders in der DDR bekannt gewordenes Weihnachtslied, 1953